# Dar Djellouli

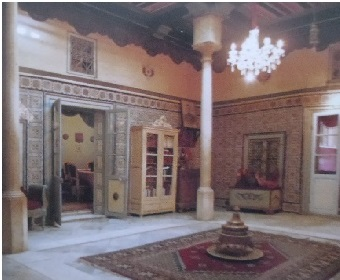
Patio de l'étage pour les hôtes.

Le Dar Djellouli est un palais de la médina de Tunis situé sur la rue du Riche à Bab Jedid, à proximité du Tourbet El Bey.
Il est classé dans l'inventaire de Jacques Revault, membre du Groupe de recherches et d'études sur le Proche-Orient, comme l'une des grandes demeures citadines historiques de Tunis.

## Historique
À la fin du XVIIIe siècle, le richissime caïd et fermier Mahmoud Djellouli acquiert une riche demeure offerte par le souverain Hussein Ier Bey à sa fille Fatima, épouse du ministre Rajab Khaznadar, et constituée en habous. Il l'obtient par voie d'échange contre l'un de ses biens et l'a convertie en palais au début du XIXe siècle. La fortune des Djellouli est telle que la rue sur laquelle se trouve le palais prend l'appellation de « rue du Riche », après avoir été connue sous l'appellation de l'oratoire voisin.
Les agrandissements du palais sont réalisés principalement par Mahmoud Djellouli puis par ses fils, les caïds-gouverneurs Farhat et Hussein.
Le lieu engendre des allées et venues dans la rue en raison des activités des propriétaires ; c'est ainsi que, au début du XIXe siècle, Hussein II Bey est reçu dans la demeure par les Djellouli. En 1893, les Djellouli y accueillent Jules Ferry, qui y reçoit les Français de Tunis.

## Architecture
L'ornementation associe les styles traditionnel et occidental, la pierre calcaire (kadhal), les colonnes à chapiteaux turcs, le stuc, les carreaux italiens et de Qallaline, les plafonds hispano-maghrébins, le marbre blanc et les plafonds de bois peint à motifs floraux.
La demeure se compose notamment d'un vestibule (driba), d'un double couloir (skifa), d'une cour aux proportions imposantes, d'appartements à alcôves au rez-de-chaussée et à l'étage supérieur, de parties communes (cuisine, pièce à provisions, hammam, toilettes et chambres de service) autour de deux courettes, d'un étage pour les hôtes (sraya) et d'une salle de repos sur terrasse (kushk) réservée au maître de maison. D'autres appartements plus modernes sont annexés à la demeure.
La tourba, construction qui abrite le mausolée familial, fait partie du palais et se trouve dans la même rue que l'habitation principale,.